# Roger Browne
Roger Browne (Cincinnati, 13 aprile 1930 – Burbank, 11 ottobre 2024) è stato un attore statunitense.

## Biografia
Veterano di guerra, arrivò nel 1960 a Roma dove girò fino agli anni settanta diversi film di spionaggio e mitologici.Tornò in patria agli inizi degli anni 80.
Morì a Burbank l'11 ottobre 2024, all'età di 94 anni.

## Filmografia parziale

### Cinema
- Vulcano, figlio di Giove, regia di Emimmo Salvi (1962)
- Marte, dio della guerra, regia di Marcello Baldi (1962)
- I dieci gladiatori, regia di Gianfranco Parolini (1963)
- Gli schiavi più forti del mondo, regia di Michele Lupo (1964)
- La vendetta di Spartacus, regia di Michele Lupo (1964)
- I tre centurioni, regia di Roberto Mauri (1964)
- Sette contro tutti, regia di Michele Lupo (1965)
- Superseven chiama Cairo, regia di Umberto Lenzi (1965)
- Operazione poker, regia di Osvaldo Civirani (1965)
- Le spie amano i fiori, regia di Umberto Lenzi (1966)
- Rififí ad Amsterdam, regia di Sergio Grieco (1966)
- Password: Uccidete agente Gordon, regia di Sergio Grieco (1966)
- Un milione di dollari per 7 assassini, regia di Umberto Lenzi (1966)
- Come rubare la corona d'Inghilterra, regia di Sergio Grieco (1967)
- Assalto al tesoro di stato, regia di Piero Pierotti (1967)
- Samoa, regina della giungla, regia di Guido Malatesta (1968)
- È stato bello amarti, regia di Adimaro Sala (1968)
- Karzan il favoloso uomo della jungla, regia di Demofilo Fidani (1972)
- La mano nera, regia di Antonio Racioppi (1973)
- Diario segreto da un carcere femminile, regia di Rino Di Silvestro (1973)
- Quaranta giorni di libertà, regia di Leandro Castellani - TV (1974)
- Emanuelle in America, regia di Joe D'Amato (1976)
- La guerra dei robot, regia di Alfonso Brescia (1978)
- Riavanti... Marsch!, regia di Luciano Salce (1979)
- Una moglie, due amici, quattro amanti, regia di Michele Massimo Tarantini (1980)

### Televisione
- Il ritorno di Simon Templar (Return of the Saint) – serie TV, episodio 1x19 (1979)

## Doppiatori italiani
Nelle versioni in italiano delle opere in cui ha recitato, Roger Browne è stato doppiato da:
- Pino Locchi ne Gli schiavi più forti del mondo, Sette contro tutti, Le spie amano i fiori, Rififi ad Amsterdam, Un milione di dollari per sette assassini, Assalto al tesoro di stato, Samoa, regina della giungla
- Sergio Graziani ne I dieci gladiatori, Superseven chiama Cairo, Come rubare la corona d'Inghilterra
- Sergio Rossi in Operazione poker, Password uccidete agente Gordon
- Giuseppe Rinaldi ne La vendetta di Spartacus
- Nando Gazzolo in Marte dio della guerra
- Enzo Tarascio ne I tre centurioni
- Diego Michelotti in Vulcano, figlio di Giove
- Manlio De Angelis ne La mano nera
- Renato Izzo in Karzan il favoloso uomo della jungla